# Adele Perlmutter
Adele Perlmutter, verh. Heilpern (* 9. August 1845 in Solotschiw; † 8. Februar 1941 in Wien), war eine österreichische Fotografin. Sie war die Namensgeberin des Wiener Fotoateliers Adèle.

## Leben
Die Familie Perlmutter stammte aus Galizien und war ursprünglich jüdisch, doch legte Adele Perlmutter 1888 den jüdischen Glauben ab und konvertierte 1910 zum Protestantismus. Auch ihr Ehemann Eugen Heilpern war ursprünglich jüdisch und ließ sich 1910 taufen.
Adele Perlmutter kam mit ihren Eltern und mindestens drei Geschwistern um 1860 nach Wien, wo ihr Vater 1862 ein Fotoatelier einrichtete. Adolph Lehmann's allgemeiner Wohnungs-Anzeiger verzeichnet für die Jahre bis 1878 in seinem Branchenverzeichnis unter „Photographen“ namens Perlmutter ausschließlich Adele Perlmutter; erst danach treten auch die Brüder Max und Wilhelm in Erscheinung. Im Laufe der Jahre werden die Einträge zu Adele Perlmutter umfangreicher: Seit 1868 k. k. Hoffotografin, hatte sie schon im Jahr zuvor eine Silbermedaille auf der Weltausstellung in Paris gewonnen. In einem Bericht über diese Ausstellung wird „die grosse Anzahl in vorzüglicher Reinheit durchgeführter Porträts von allen Formaten“ gelobt, die sie dort gezeigt habe. Perlmutter habe, so heißt es in einem anderen Bericht von der Weltausstellung, „seit der Berliner Ausstellung bedeutende Fortschritte gemacht“ und die „damals gegebenen Winke beherzigt“.

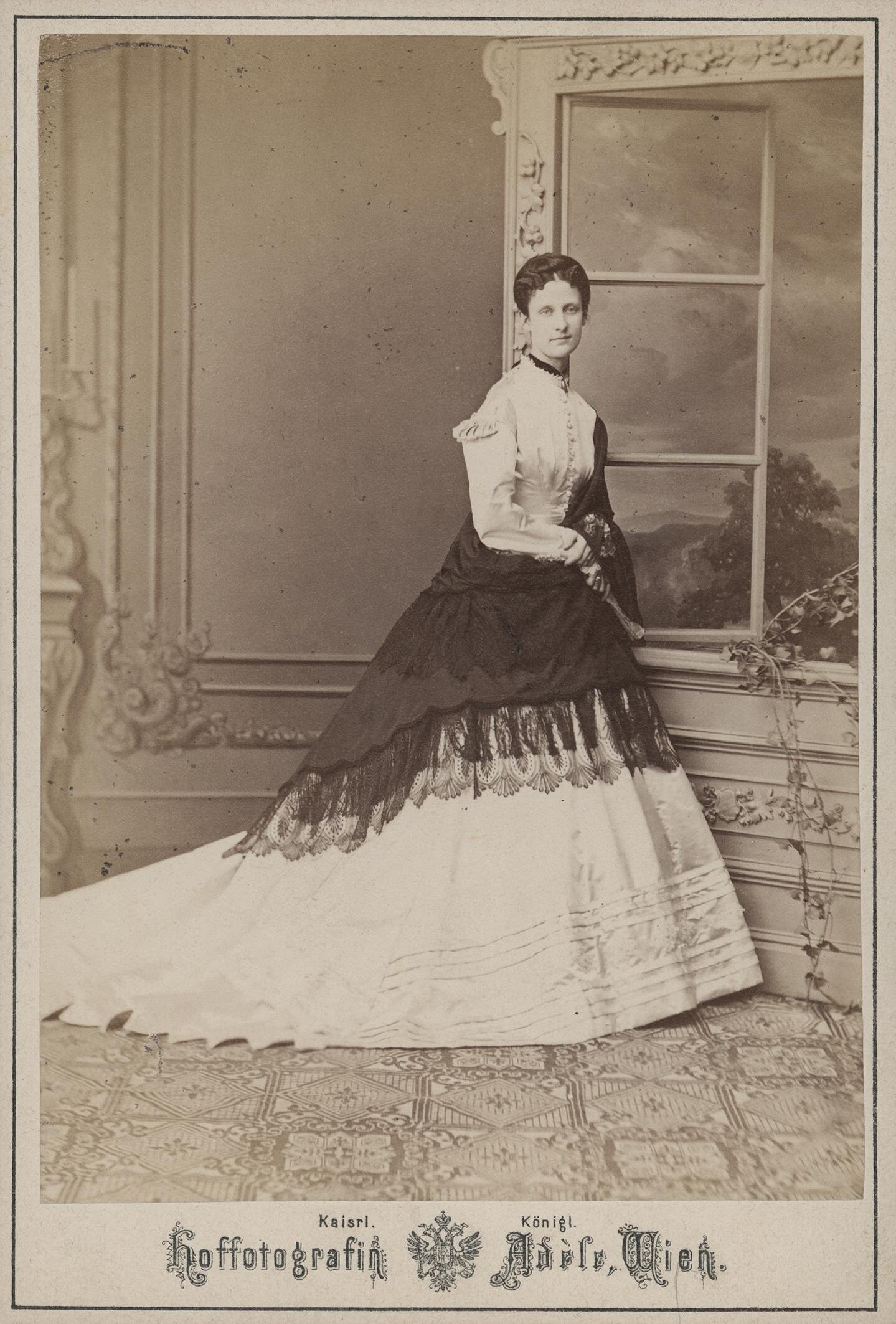
Maria Annunziata von Neapel-Sizilien

Außerdem erhielt sie 1873 in Wien eine Medaille für guten Geschmack, die ebenfalls im Branchenbuch aufgeführt wurde, und ab 1879 findet sich zusätzlich zu den bisherigen Auszeichnungen auch noch die Bezeichnung „k. brasil. Hof-Fotografin“. Seit 1864 Mitglied der Wiener Photographischen Gesellschaft, reichte sie im Jahr 1871 Bilder zu einer geplanten Ausstellung in London ein, die aber zurückgewiesen wurden. Sie erhielt daraufhin eine Fristverlängerung, um sich erneut zu bewerben.

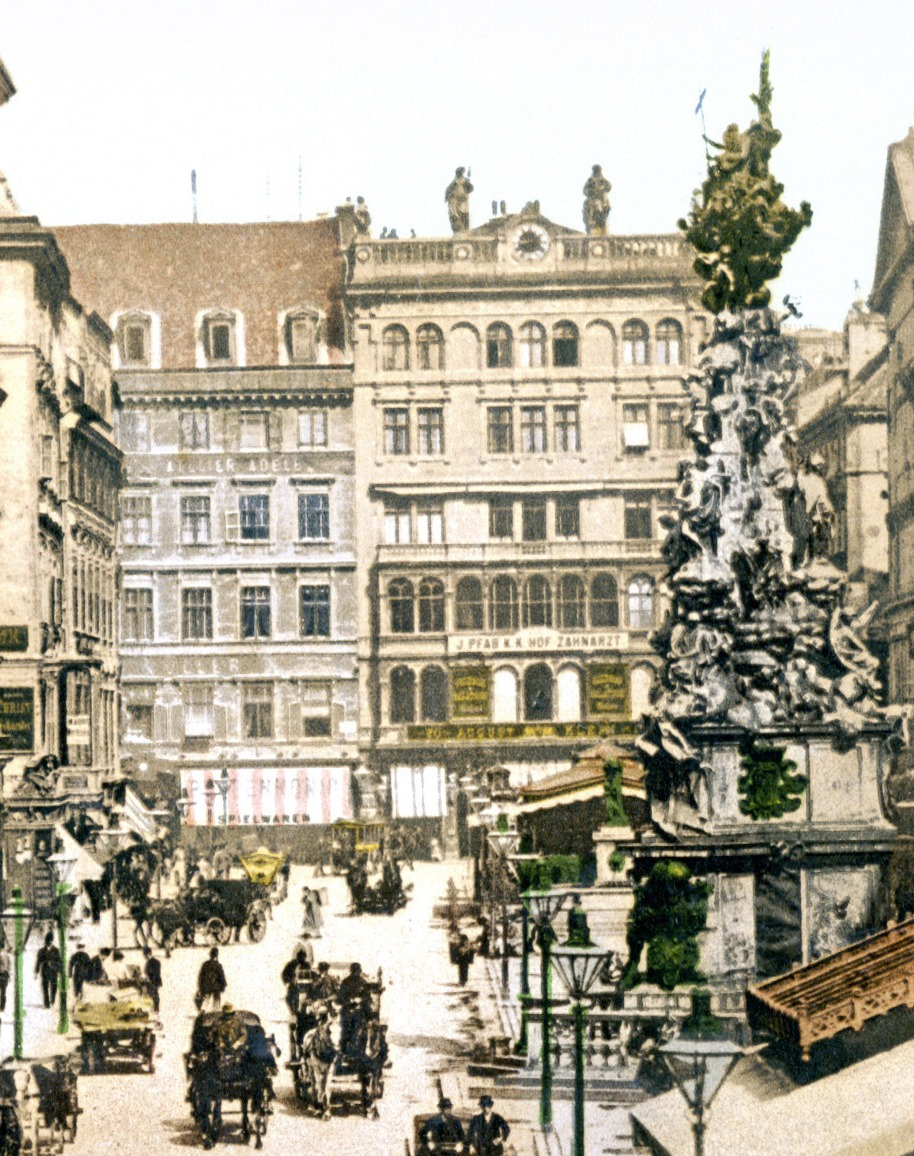
Blick zum Haus Graben 19 um 1895

Adele Perlmutter hatte ihr Atelier anfangs in der Praterstraße 18. Ab 1874 verzeichnete Lehmann außerdem die Adresse Graben 19, an der das Atelier Adèle bis zum Schluss seinen Sitz haben sollte. Ab 1876 ist bei Lehmann neben der Adresse Graben 19 auch die Asperngasse 2 (sie heißt seit 1909 Aspernbrückengasse) verzeichnet, wohingegen das Atelier in der Praterstraße offenbar aufgegeben worden war. Der Eintrag von 1879 nennt außerdem noch einen weiteren Standort: Im „ehemaligen Thiergarten“ im Prater betrieb man nun auch „Photographie hippique“, dies offenbar unter der Ägide Max Perlmutters, der ab diesem Jahr als Chef des Ateliers in der Asperngasse verzeichnet ist, wohingegen Wilhelm Perlmutter nun als Chef des Ateliers am Graben geführt wurde. Möglicherweise hat die Zuständigkeit für die Pferdeporträts aber bald gewechselt: Henry Baden Pritchard, der in seinem Werk Studios of Europe das Atelier Adèle vorstellte, bezieht sich bei seinen Schilderungen eindeutig auf den Standort am Graben und zitiert dabei den Inhaber, der erklärt habe, Experimente mit Gelatine habe er nur im Prater bei der Pferdefotografie gemacht. Laut Pritchard war das Geschäft mit den Pferdebildern so umfangreich und einträglich, dass Perlmutter „thinking seriously of invading England“ war. Die Dependance im Prater wurde aber offenbar bald wieder aufgegeben und war vielleicht sogar kurzlebiger als die Filiale in Ischl, die in den 1870er- und 1880er-Jahren bestand.
Der Lehmann-Band von 1882 verzeichnet letztmals einen eigenen Eintrag unter dem Namen „Perlmutter Adele“; im Gegensatz zu den vorhergehenden Bänden findet sich aber unter diesem Namenseintrag nur noch der Verweis „siehe Adèle“. Dies ist auch der letzte Band, in dem „Adèle“ als Fotografin bezeichnet wird, die nachfolgenden Bände verwenden die männliche Form. Es ist also möglich, dass Adele Perlmutter damals nicht mehr als Fotografin tätig war oder ihre Tätigkeit zumindest eingeschränkt hatte. Dies ist insofern naheliegend, als sie damals eine Familie gegründet und drei kleine Kinder zu betreuen hatte: 1871 hatte sie Eugen Heilpern geheiratet. Am 1. Juli 1872 wurde ihr Sohn Johann geboren, am 17. Dezember 1874 folgte die Tochter Melanie Elinor und am 27. Oktober 1881 der Sohn Willy.
Das Unternehmen lief aber weiterhin unter Adele Perlmutters französisiertem Vornamen. Den Standort in der Asperngasse gab man um 1885 auf und eröffnete stattdessen eine Filiale in der Walfischgasse 9 bzw. 11. In den nachfolgenden Jahren scheinen sich die Brüder Wilhelm und Max wie zuvor auf die beiden Ateliers verteilt zu haben; eine Änderung trat um 1894 insofern ein, als Wilhelm Perlmutter seinen Nachnamen aufgab und sich fortan Förster nannte und Max Perlmutter zusätzlich zu seiner Tätigkeit in der Walfischgasse in der Linken Bahngasse 5 eine Fotozinkographische Kunst-Anstalt einrichtete. Später konzentrierte sich Max Perlmutter offenbar ganz auf seine Karriere in dieser Kunst-Anstalt bzw. als beeideter Schätzmeister und kaiserlicher Rat, so dass die Filiale in der Walfischgasse aufgegeben wurde. Nach Wilhelm Försters Tod wurde das Fotoatelier Adèle von dessen Sohn Ernst weitergeführt, bis dieser 1938 in die Tschechoslowakei emigrierte. Wenige Jahre später wurde er deportiert und starb in einem Konzentrationslager.

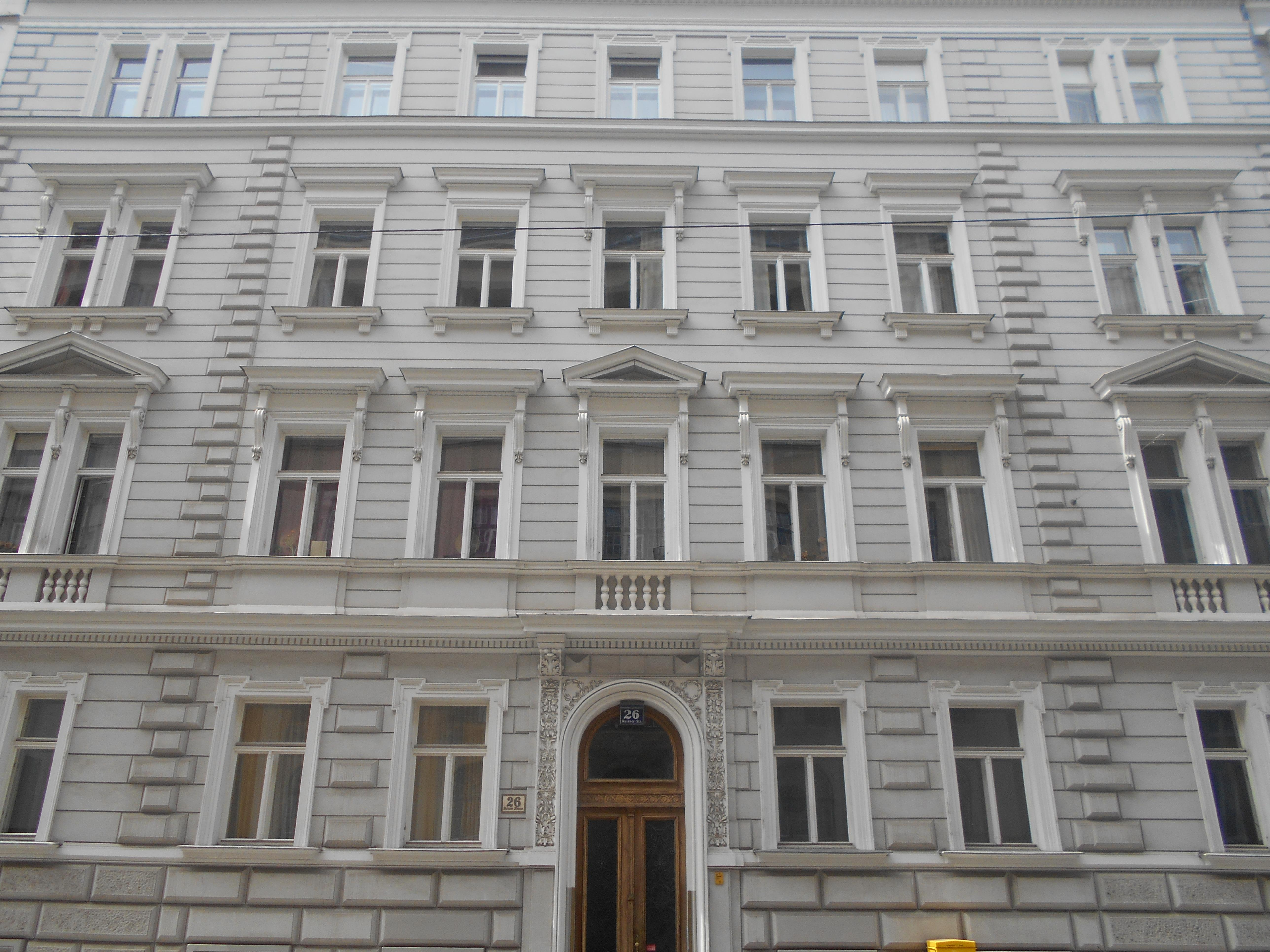
Reisnerstr. 26, der Wohnsitz der Familie Heilpern-Perlmutter

Im Gegensatz zu ihrem Neffen blieb die hochbetagte Fotografin offenbar bis zu ihrem Tod 1941 in Wien. Sie war zu diesem Zeitpunkt schon längst verwitwet: Ihr Ehegatte Eugen Heilpern, ein Fabrikant, war 1921 im 79. Lebensjahr verstorben. Von ihren drei Kindern hat möglicherweise keines das Dritte Reich überlebt. Über Melanie Elinor Heilpern ist bekannt, dass sie Ludwig Ferdinand Graf heiratete und mit ihm die Töchter Nony (verh. Klimburg) und Thea hatte; Johann und Willy Heilpern hatten beide studiert und promoviert und danach im Unternehmen Heilpern & Haas gearbeitet bzw. Anteile daran gehabt. Johann Heilpern starb 1942 in einem Konzentrationslager in Riga, Willy Heilpern am 11. Mai 1942 im Vernichtungslager Maly Trostinez. 1941 war Willy Heilpern zum letzten Mal im Wohnungs-Anzeiger verzeichnet, und zwar am Wohnsitz der Familie in der Reisnerstraße 26. Sein Bruder verschwand schon vorher aus dem Adressverzeichnis, die Mutter war dort offenbar nicht mehr aufgeführt, weil sie kein Haushaltsvorstand war. Eine Melanie Graf erschien ein letztes Mal in dem Band für 1940, allerdings mit einer anderen Adresse als der Reisnerstraße, in der eigentlich alle Familienmitglieder gemeldet waren.

## Ehrungen und Auszeichnungen

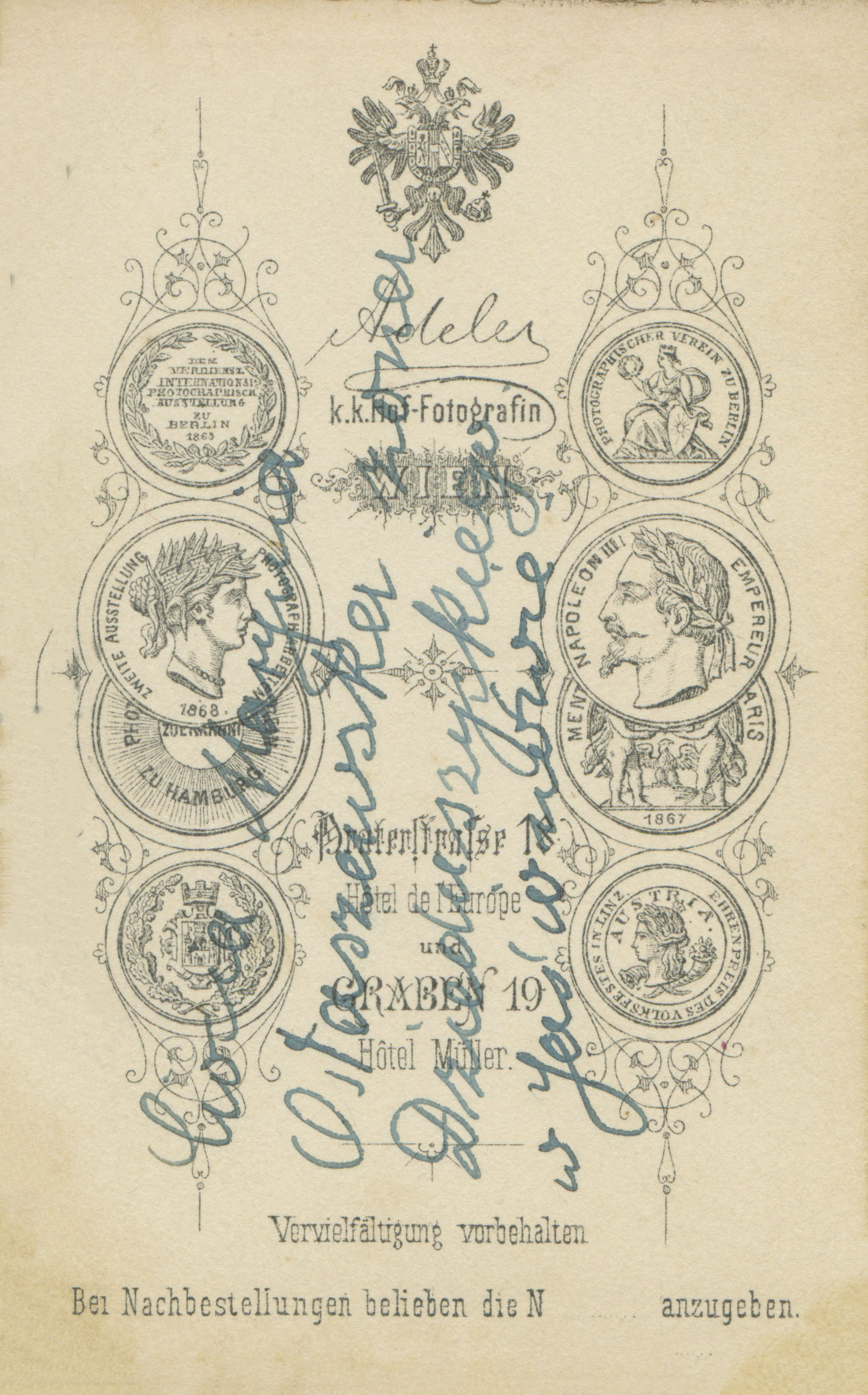
Revers einer Carte de visite mit Adressen sowie Abbildungen von vier der ab 1865 an Adele Perlmutter verliehenen Medaillen

- 1865: Verdienstmedaille der Internationalen Photographischen Ausstellung zu Berlin 1865, verliehen vom Photographischen Verein zu Berlin
- 1867: Silberne Medaille der Exposition Universelle de Paris 1867[20] (Weltausstellung) mit Profil des Kaisers Napoléon III.
- 1867: Ehrenpreis des Volksfestes Linz, Silbermedaille (Medailleur Carl Radnitzky) mit Profil der Austria[21]
- 1868: k.k. Hoffotografin[22]
- 1868: Medaille der 2. Ausstellung Photographischer Arbeiten 1868, zuerkannt vom Photographischen Verein zu Hamburg[23]
- 1873: Verdienstmedaille der Weltausstellung 1873 in Wien (Medailleur Josef Tautenhayn) mit belorbeertem Kopf des Kaisers Franz Josef I. im Profil nach rechts[24]
- 1874: Prinz Albert Medaille, Annual International Exhibition of all Fine Arts Industries and Inventions London, Albert Edward Prince of Wales President (Medailleure G. Morgan und Boehm)[25]

- 2021: Benennung des Adele-Perlmutter-Platzes in Wien-Leopoldstadt an der Abzweigung der Ferdinandstraße von der Praterstraße